# Monofyli

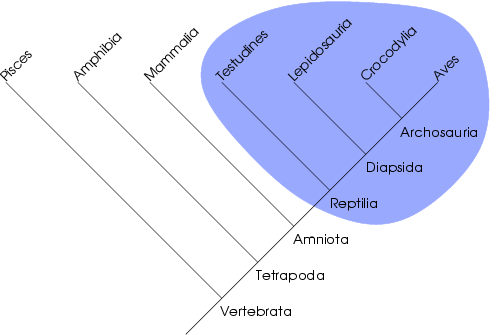
En monofyletisk grupp: Reptilia blir monofyletisk om fåglarna räknas in

Monofyli (även benämnt holofyli) är ett taxonomiskt klassifikationsbegrepp som används inom biologin och har sitt ursprung i kladistiken. En grupp av organismer ingår i en monofyletisk grupp, en klad, om de är de enda ättlingarna till en gemensam förfader. Att ursprunget dessutom måste vara gemensamt, innebär att inga andra kända arter, levande eller utdöda, utanför denna grupp har sitt ursprung i samma ursprungsart.
Begreppet används för att beskriva evolutionära förhållanden bland organismer generellt. Om livet bara uppstod en gång innebär det att alla organismer har utvecklats ur en gemensam ur-individ och allt levande utgör därmed en monofyletisk grupp.

## Definitioner
En monofyletisk grupp (klad) kan i princip definieras på tre olika sätt:
- En nodbaserad definition. Innebär att en klad definieras som den senaste levande förfadern för två olika arter (släkten) och alla dess ättlingar.[2][3] Ett annat sätt att uttrycka detta är att den nodbaserade kladen definieras som den minst omfattande kladen som omfattar två olika arter/släkten.[4]
- En stambaserad definition. Innebär att en klad definieras som allt som är mer släkt med en viss art/släkte jämfört med en annan art/annat släkte[3]. Ekvivalent, och mer formellt, kan detta uttryckas som den mest inklusiva klad som inkluderar en art/släkte men inte en annan art/annat släkte.[4] Kladen börjar således på en stam (internod) i det fylogenetiska trädet.[2]
- En apomorfibaserad definition. Innebär att en klad definieras som att inneha en viss specifik nedärvd egenskap (synapomorfi).[3][2]

Ofta kompletteras apomorfibaserade definitioner med antingen stambaserade eller nodbaserade definitioner.
Dessutom förekommer begreppet kronklad, vilket innebär den minst inklusiva klad som omfattar endast nu levende (extanta) organismer hos en viss grupp. Kronkladen kan alltså definieras som förfadern till två eller fler extanta organismer.

### Klassisk betydelse
Inom den klassiska, evolutionära systematiken hade "monofyli" tidigare märkbart annorlunda betydelse, nämligen att alla ingående arter härstammar från en och samma förfader och att de är nära släkt med varandra, men utan det moderna kravet att alla dottergrupper ska räknas in. Det var kladistikens förgrundsgestalt Willi Hennig som etablerade den moderna betydelsen av "monofyli", d.v.s. att alla ingående grupper har ett gemensamt ursprung samt att alla grupper som utvecklats från samma ursprungsart (stem species) räknas in. Exempelvis var Reptilia "monofyletisk" enligt den traditionella tolkningen utan att fåglar räknades in, men i den moderna tolkningen blir Reptilia monofyletisk (d.v.s. holofyletisk) först om fåglarna räknas dit. Grupper som enligt den tidigare betydelsen var monofyletiska men inte enligt den moderna, kladistiska betydelsen benämnde Hennig parafyletiska.